# ۴۵. (فیلم)
۴۵. (انگلیسی: .45) فیلمی در ژانر تریلر روانشناسانه است که در سال ۲۰۰۶ منتشر شد. از بازیگران آن می‌توان به میلا یوویچ، آیشا تایلر، استیون درف و سارا استرینج اشاره کرد.

## خلاصه داستان
داستان دربارهٔ چگونگی وسواس، اعتیاد و سوء استفاده از رهبری یک زن جوان به نام «کت» است که نقشه ای استادانه برای انتقام کشیده‌است…